# 불설사십이장경 (충청북도의 유형문화재 제388호)
불설사십이장경(佛說四十二章經)은 충청북도 흥덕구 청주고인쇄박물관에 있는 조선시대의 불경이다. 2020년 3월 6일 충청북도의 유형문화재 제388호로 지정되었다.

## 지정 사유
인도에서 중국으로 전래된 초기 불교경전의 하나로, 중요한 가르침인 불교의 요지를 42장으로 나누어 석가의 교훈을 적절한 비유와 함께 간략하게 풀이한 것이다.
1361년 판본을 저본으로 하여 임진왜란 이전인 1569년 보은 법주사에서 간행한 책이다. 간행시기와 간행처를 알 수 있는 조선 전기의 판본으로 지역 인쇄문화와 불교사를 이해하는 귀중한 자료이다.

## 참고 문헌
- 불설사십이장경 - 국가유산청 국가유산포털